# Belvosia
Belvosia is een geslacht van vliegen (Brachycera) uit de familie van de sluipvliegen (Tachinidae). De wetenschappelijke naam van het geslacht is voor het eerst geldig gepubliceerd in 1830 door Jean-Baptiste Robineau-Desvoidy als Latreillia, als eerbetoon aan zijn leermeester Pierre André Latreille. De naam is later veranderd in Belvosia omdat er reeds een geslacht Latreillia was beschreven uit de krabbenfamilie Latreilliidae.

## Soorten
De volgende soorten zijn bij het geslacht ingedeeld:
- B. albifrons (Robineau-Desvoidy, 1830)
- B. aldrichi
- B. analis
- B. ansata
- B. argentifrons Aldrich, 1928
- B. atrata
- B. auratilis Reinhard, 1951
- B. auripilosa
- B. aurulenta
- B. australis
- B. barbosai
- B. basalis
- B. bella
- B. bicincta Robineau-Desvoidy, 1830
- B. biezankoi
- B. bifasciata (Fabricius, 1775)
- B. borealis Aldrich, 1928
- B. bosqi
- B. bruchi
- B. campestris (Robineau-Desvoidy, 1830)
- B. canadensis Curran, 1927
- B. canalis
- B. catamarcensis
- B. ciliata Aldrich, 1928
- B. contermina
- B. cuculliae (Robineau-Desvoidy, 1830)
- B. chaetosa
- B. chiesai
- B. chrysopyga
- B. elusa
- B. equinoctialis
- B. ferruginosa
- B. formosa
- B. formosana
- B. fosteri
- B. frontalis
- B. fuscisquamula
- B. hirta (Robineau-Desvoidy, 1830)
- B. lata
- B. leucopyga
- B. lilloi
- B. lugubris
- B. luteola Coquillett, 1900
- B. manni
- B. matamorosa
- B. mira

- B. naccina
- B. nigrifrons
- B. obesula
- B. ochriventris
- B. omissa Aldrich, 1928
- B. piurana
- B. pollinosa Rowe, 1933
- B. potens
- B. proxima
- B. recticornis
- B. ruficornis
- B. rufifrons
- B. semiflava Aldrich, 1928
- B. slossonae Coquillett, 1895
- B. smithi
- B. socia
- B. spinicoxa
- B. splendens Curran, 1927
- B. tibialis
- B. townsendi Aldrich, 1928
- B. unifasciata (Robineau-Desvoidy, 1830)
- B. vanderwulpi
- B. villaricana
- B. vittata
- B. weynberghiana
- B. wiedemanni
- B. williamsi
- B. willinki